# Скулме, Уга
У́га Ску́лме (Уго Екабович, Гуго Яковлевич (латыш. Uga Skulme); 20 марта 1885 — 6 сентября 1963) — латвийский и советский художник и искусствовед.

## Биография
Родился в Якобштадте (ныне Екабпилс в Латвии), в семье строительного мастера, члена городского самоуправления Екаба Скулме и его жены Юлии. Брат — художник Ото Скулме.
Учился в Кестеровской школе (1901—1903), Якобштадтском торговом училище (1903—1909), Дуббельнской гимназии (1909—1912), Александровской гимназии (окончил в 1913), художественной студии Юлия Мадерниека (1913), Императорской Академии художеств в Петрограде (1914—1916), художественной мастерской Кузьмы Петрова-Водкина (1918).
В годы Первой мировой войны был на военной службе, учился в военно-инженерном училище, где получил квалификацию сапёра. Воевал на Кавказском фронте.
Работал начальником Художественного отдела и учителем художественной школы в городе Сердобск Саратовской губернии.
В 1920 году вернулся в Латвию, входил в Рижскую группу художников, был стипендиатом Латвийского культурного фонда (1922 и 1930). С 1921 года работал педагогом в различных учебных заведениях, был руководителем собственной студии (1923—1927) и студии рисунка и живописи в Рижской народной высшей школе (1924—1927). В 1941 и с 1945 года преподаватель Латвийской государственной академии художеств, руководитель кафедры рисунка (1945—1950), профессор (1947).
Член Союза художников Латвии (с 1945 года).
Был женат на Ксении Скулме (известный латвийский диетолог, доктор медицинских наук, 1893—1967). Сын — художник Юргис Скулме (1928—2015).
Умер 6 ноября 1963 года в Москве, похоронен в Риге на Лесном кладбище.

## Творчество
Участвовал в выставках с 1914 года. Памятные выставки проходили в разные годы во многих латвийских городах и населённых пунктах: в Екабпилсе (1967, 1976, 1981—1986, 1987), Бауске (1967), Ляудоне (1968), Вентспилсе, Салдусе, Кулдиге (1971), Мадоне (1971, 1996), Кокнесе, Лимбажи (1976), Доле (1986), Тукумсе (1986, 1987, 1996), Смилтене (1987).
Работал в стиле кубизма и пуризма («Якобштадт», 1921 и «Концерт», 1923), новой вещественности («Автопортрет», 1926, «Портрет Элизабеты Скулме с английским бульдогом», 1927), нового реализма («Молотьба в Балдоне», 1931 и Лестенский пейзаж, 1942). Из графических работ наиболее известен цикл «Библия нищих» (1920-е годы). Также работал в книжной графике, был декоратором постановок Передвижного театра, Латвийского Национального театра и театра «Дайлес».
Был автором монографии «Янис Розентал» (совместно с А. Лапинем), книги «Акварель» и путеводителя по местам жизни и деятельности Яниса Розенталя (совместно с Ю. Скулме).
В 1942 году вместе с доктором К. Катлапсом был организатором Ирлавского художественного музея.
В постоянной экспозиции Латвийского Национального художественного музея находится картина У. Скулме «Портрет Элизабеты Скулме с английским бульдогом», (1927).